# Noël Tshiani
Noël Kabamba Tshiani Muadiamvita, né le 25 décembre 1957 à Ngandajika dans l'ancienne province Kasaï-oriental (actuellement Lomami), est un homme politique de la république démocratique du Congo (RDC). Il est candidat aux élections présidentielles de 2018 et de 2023. Il a servi à la Banque mondiale en tant que directeur pays et chef de mission pour le développement du secteur privé et financier.

## Biographie
En mai 2021, il propose une loi visant à exclure de l'élection présidentielle les personnes de double nationalité. La proposition vise aussi les présidents de l'Assemblée, du Sénat, de la Cour constitutionnelle, le premier ministre et les généraux. Sa proposition est présentée à l'Assemblée par le député Cerveau Nsingi Pululu de l'Union sacrée qui soutient le président Félix Tshisekedi. Selon les proches de l'homme politique Moïse Katumbi et plusieurs observateurs, Katumbi est une des cibles de ce projet pour entraver sa candidature à l'élection présidentielle prévue pour 2023,,. Les proches de Tshisekedi quant à eux nient que le président soit à l'origine du dépôt de cette proposition de loi. La proposition de loi est critiquée par de nombreuses personnes et organisations (la Conférence épiscopale nationale du Congo, Fridolin Ambongo, Jean-Claude Muyambo Kyassa, …) qui considèrent qu'elle constitue une discrimination raciale,,,. La proposition de loi est rejetée par l'Assemblée nationale mais revient à l'agenda en mars 2023.
En octobre 2023, Tshiani dépose sa candidature à l'élection présidentielle de 2023. Celle-ci est acceptée par la Commission électorale nationale indépendante (CENI),,. La candidature de Katumbi est aussi acceptée par la CENI mais Noël Tshiani dépose une requête devant la Cour constitutionnelle contre la candidature de Katumbi, contestant que ce dernier est congolais « d'origine ». Sa requête est rejetée par la Cour constitutionnelle car considérée comme non fondée.
Le 16 décembre, peu avant l'élection présidentielle, Noël Tshiani se désiste et apporte son soutien au président sortant Félix Tshisekedi. Tshiani est aussi candidat à l'élection législative du 20 décembre 2023 dans la circonscription de la Lukunga.